# 鈴木亜理沙
鈴木 亜理沙（すずき ありさ、12月3日 - ）は、日本の女性声優。アイムエンタープライズ所属。山形県出身。

## 略歴
日本ナレーション演技研究所出身。
2014年4月放送のテレビアニメ『M3〜ソノ黒キ鋼〜』の女児役で声優デビュー。
初のアニメレギュラーは2017年7月から放送された『NEW GAME!』の望月紅葉役。

## 人物
趣味は「りぼんがけ」、特技は「書道」、所持資格として「漢字検定準二級」、「情報処理検定二級」を持っている。
声優になる前に2年半ほど正社員として働いていた経験がある。

## 出演
太字はメインキャラクター。

### テレビアニメ
2014年
- 魔法科高校の劣等生（三高生徒）
- M3〜ソノ黒キ鋼〜（女児）
- 精霊使いの剣舞（シルフィ―ド団員）

2016年
- ラブライブ!サンシャイン!!（女子生徒）

2017年
- NEW GAME!!（望月紅葉、コンペ会場の人々）
- アイドルマスター SideM（観客）

2018年
- citrus（女性）
- Butlers〜千年百年物語〜（藤村紫乃、女子生徒）
- こみっくがーるず（同級生）

2020年
- Lapis Re:LiGHTs（ツバキ）

2021年
- スケートリーディング☆スターズ（ミリオンファン）
- ラブライブ! スーパースター!!

2022年
- ラブライブ!虹ヶ咲学園スクールアイドル同好会

2023年
- オーバーテイク!（ファンの女の子）

### 劇場アニメ
- 劇場版 Fate/kaleid liner プリズマ☆イリヤ 雪下の誓い（2017年、町人）

### Webアニメ
- 弱酸性ミリオンアーサー（嬢B、アーリン）

### ゲーム
2016年
- 乖離性ミリオンアーサー（アーリン、アーニン、アデリー、望月紅葉）
- アルテイルクロニクル（カルン）

2017年
- 戦艦ストライク（ルミア）
- デスティニーオブクラウン
- ガールフレンド（仮）（久保田友季）
- きららファンタジア（望月紅葉）

2018年
- 都立水商！ （雨宮桜子）
- キュイディメ （クレープ、ビンタンフールー）
- 刀使ノ巫女 刻みし一閃の燈火（下石井千夏）

2021年
- 鬼滅の刃 ヒノカミ血風譚
- ラピスリライツ 〜この世界のアイドルは魔法が使える〜（ツバキ）

2023年
- ストリートファイター6（市民）
- Dislyte~神世代ネオンシティ~（クロエ)

2024年
- Tower of Fantasy（幻塔）（アンカー）

### ドラマCD
2016年
- Trinity Tempo 3 チーム:蒼牙（鮫坂アリサ）

2017年
- 僕はすべてを知っている 3
- カッコウの夢（隣人の娘）

2020年
- メトロ（アナウンサー）

### デジタルコミック
- ラピスリライツ 私たちのPrelude（前奏曲）（2020年、ツバキ）

### ラジオ
※はインターネット配信。
- ミリオンアーサーRADIO！ミリラジ！（2015年 - 2020年、文化放送）※佐倉綾音＆鈴木亜理沙　内田真礼＆鈴木亜理沙による2週毎のローテーション制[11]

### テレビ番組
※はインターネット配信。
- コノハナろっくチャレンジ（2020年、YouTube※）

### その他
- モンハン部 マネージャー[12]

## ディスコグラフィ

### キャラクターソング
| 発売日         | 商品名                           | 歌                       | 楽曲                                                | 備考                                                                |
| -------------- | -------------------------------- | ------------------------ | --------------------------------------------------- | ------------------------------------------------------------------- |
| 2020年2月5日   | START the MAGIC HOUR             | この花は乙女             | 「いのち短し、繚乱乙女」 「私の初恋をこの花に捧ぐ」 | ゲーム『ラピスリライツ 〜この世界のアイドルは魔法が使える〜』関連曲 |
| 2020年7月8日   | 私たちのSTARTRAIL/プラネタリウム | ラピスリライツ・スターズ | 「私たちのSTARTRAIL」                               | テレビアニメ『Lapis Re:LiGHTs』オープニングテーマ                   |
| 2020年12月23日 | SKY FULL of MAGIC                | この花は乙女             | 「からくれ*ナイトフィーバー」                       | テレビアニメ『Lapis Re:LiGHTs』挿入歌                               |
| 2020年12月23日 | SKY FULL of MAGIC                | この花は乙女             | 「アステリズム」                                    | ゲーム『ラピスリライツ 〜この世界のアイドルは魔法が使える〜』関連曲 |
| 2020年12月23日 | SKY FULL of MAGIC                | ラピスリライツ・スターズ | 「私の名は、光。」                                  | ゲーム『ラピスリライツ 〜この世界のアイドルは魔法が使える〜』関連曲 |
| 2022年10月26日 | Everlasting Magic                | この花は乙女             | 「夕涼みの花影」                                    | ゲーム『ラピスリライツ 〜この世界のアイドルは魔法が使える〜』関連曲 |

### ユニットメンバー
1. 1 2 3  ナデシコ（本泉莉奈）、ツバキ（鈴木亜理沙）、カエデ（大野柚布子）
2. 1 2  ティアラ（安齋由香里）、ロゼッタ（久保田梨沙）、ラヴィ（向井莉生）、アシュレイ（佐伯伊織）、リネット（山本瑞稀）、アンジェリカ（雨宮夕夏）、ルキフェル（松田利冴）、ナデシコ（本泉莉奈）、ツバキ（鈴木亜理沙）、カエデ（大野柚布子）、ラトゥーラ（早瀬雪未）、シャンペ（広瀬世華）、メアリーベリー（赤尾ひかる）、エミリア（星乃葉月）、あるふぁ（嶺内ともみ）、サルサ（篠原侑）、ガーネット（中山瑶子）、ユエ（桜木夕）、ミルフィーユ（奥紗瑛子）、フィオナ（伊藤はるか）